# Pascual Blanco
Pascual Blanco Piquero (Zaragoza, 26 de noviembre de 1943 – ibídem, 7 de abril de 2013) fue un grabador español.

## Biografía
Catedrático de Dibujo en la Escuela de Arte de Zaragoza se licenció en Bellas Artes por la Universidad de Barcelona. Fue encargado del Taller de Grabado y Estampación que el mismo había creado y director de la misma durante los cursos 2003-2007.

## Obra
Su primera exposición individual fue en 1969 en la galería Kalos de Zaragoza.
Realizó exposiciones individuales en Zaragoza, Madrid, Valencia, Málaga, Valladolid, Saint-Nazaire (Francia), Roma, Pesaro, Fermo, Servigniano, Caprarola, Civitanova (Italia), entre otros.
Participó en la formación de los grupos artísticos denominados Tierra y Azuda 40.

## Académico
Desde 1998 fue académico de número de la Real Academia de Nobles y Bellas Artes de San Luis en la sección de Grabado y Artes Suntuarias.

## Premios
Premio Aragón Goya en 1998, en la disciplina de grabado.

## Trayectoria
Su trayectoria plástica se puede dividir en cuatro etapas:
1. (1966-69): Abstracción, sin duda bajo la influencia de la tradición abstracta de Aragón, y española en general.
2. (1970-76): La figuración de compromiso social propia de la época de la dictadura y de la lucha contra la represión del momento
3. (1977-1980): Figuración opresiva, propia del momento histórico de fin de la dictadura, con figuras reprimidas entre vegetación carnosa.
4. (1981- 1993): Figuración poética en la que canta los sentimientos más íntimos y desolados del alma humana.

- Sus obras más recientes traen recuerdos de la primera época abstracta: juegos de planos y de colores rotos por figuras humanas.